# مدیریت تجربه کارکنان
آنچه کارکنان در خلال تعاملات خود با اجزای مختلف شغل مانند شرکت، همکاران، مشتریان، محیط کار و مدیران تجربه می‌کنند، تجربه کارکنان(Employee Experience) نامیده می‌شود. تجربه کارکنان، شناخت و دیدگاه آن‌ها در خصوص شغل را شکل می‌دهد و به رفتارهای مطلوب و نامطلوب آن‌ها منجر می‌شود.
مدیریت تجربه کارکنان، رویکردی به شکل‌دهی تجارب مثبت برای کارکنان است. تمرکز این رویکرد بر کارکنان به عنوان مهم‌ترین عامل شکل‌گیری تجربه مشتری است. مدیریت تجربه کارکنان فراتر از مفاهیم رایج در مدیریت منابع انسانی، بر توسعه شخصی و حرفه‌ای کارکنان تأکید دارد. در حالی‌که در مدیریت سنتی منابع انسانی ایجاد رویه‌ها و خط‌مشی‌ها مورد توجه است، در مدیریت تجربه کارکنان تفکر کارکنان به جای تردد آن‌ها، اشتیاق و تعلق خاطر کارکنان(Employee Engagement) به جای حقوق و پاداش‌های مالی اهمیت دارد و موفقیت کارکنان همراستا با موفقیت مشتریان تعریف می‌شود.
پیاده‌سازی مدیریت تجربه کارکنان نیازمند تغییر دیدگاه مدیران منابع انسانی و ایجاد کانال‌های گسترده بازخورد متقابل و تعامل مداوم در سازمان است.